# Compañía Policía Militar 181
La Compañía Policía Militar 181 (Ca PM 181) fue una subunidad independiente del servicio de policía militar del Ejército Argentino con asiento en Bahía Blanca y con dependencia orgánica del V Cuerpo de Ejército.

## Historia
El 15 de diciembre de 1975, murieron dos suboficiales de la Compañía Policía Militar 181 que se desplazaban en un vehículo militar fue objeto de un ataque de la guerrilla.

### Guerra de las Malvinas
La Compañía Policía Militar 181 participó de la guerra de las Malvinas con un total de 64 efectivos. Arribó el 3 de abril, durante la Operación Rosario, para hacerse cargo del control de Stanley y de la seguridad del puesto de comando del comandante del Teatro de Operaciones Malvinas Osvaldo Jorge García. Su comandante fue el mayor Roberto Berazay.
A mediados de abril y antes del arribo de refuerzos, una parte de la 181 constituyó una compañía de infantería junto a efectivos de la Agrupación de Ingenieros 601, para guarnecer Stanley.
Pese a que la Secretaría General de la gobernación militar había designado un nuevo jefe de la policía, las funciones fueron ejecutadas por la Compañía Policía Militar 181.